# Лаяни
Лаяни — озеро на территории Ругозерского сельского поселения Муезерского района Республики Карелии.

## Общие сведения
Площадь озера — 1,9 км². Располагается на высоте 119,5 метров над уровнем моря.
Форма озера продолговатая: оно вытянуто с северо-запада на юго-восток. Берега каменисто-песчаные, преимущественно заболоченные.
Лаяни соединяется короткой протокой с Ондозером, через которое протекает река Онда, втекающая, в свою очередь, в Нижний Выг.
На северном берегу озера располагается посёлок Ондозеро, к которому подходит автодорога местного значения 86К-173 (« Подъезд к п. Ондозеро»).
Код объекта в государственном водном реестре — 02020001311102000008234.